# Ângulo
Ângulo är en kommun i Brasilien.   Den ligger i delstaten Paraná, i den södra delen av landet, 900 km sydväst om huvudstaden Brasília. Antalet invånare är 2 861.
Trakten runt Ângulo består till största delen av jordbruksmark. Runt Ângulo är det ganska glesbefolkat, med 29 invånare per kvadratkilometer.